# 油面川
油面川（あぶらめんがわ、あぶらめんかわ）は、埼玉県さいたま市桜区を流れる荒川水系の準用河川である。　鴨川の支流。油面排水路（あぶらめんはいすいろ）とも呼ばれる。

## 地理
埼玉県さいたま市桜区町谷付近から新大宮バイパスと平行に南へ流れ、桜区西堀五丁目にて直角に西へ流れを変える。浦和総合流通センターの工場地帯を抜け、鴨川の堤防付近の田園地帯へと流れていく。一度田園地帯で流れを南に変え、再度西へ流れを変え、垂直に鴨川に合流する。
コンクリート護岸の排水路である。支流の排水路も含めて油面排水路と総称されることが多い。宅地化により生活排水が流れ込み水質を悪化させているため合流先の鴨川の水質汚染も深刻である。川底は鉄錆のような色になっているが、これは汚れとは違うものである。

## 歴史
昭和以前は台風の増水により、鴨川、鴻沼川と同様に氾濫を繰り返していた。

## 橋梁

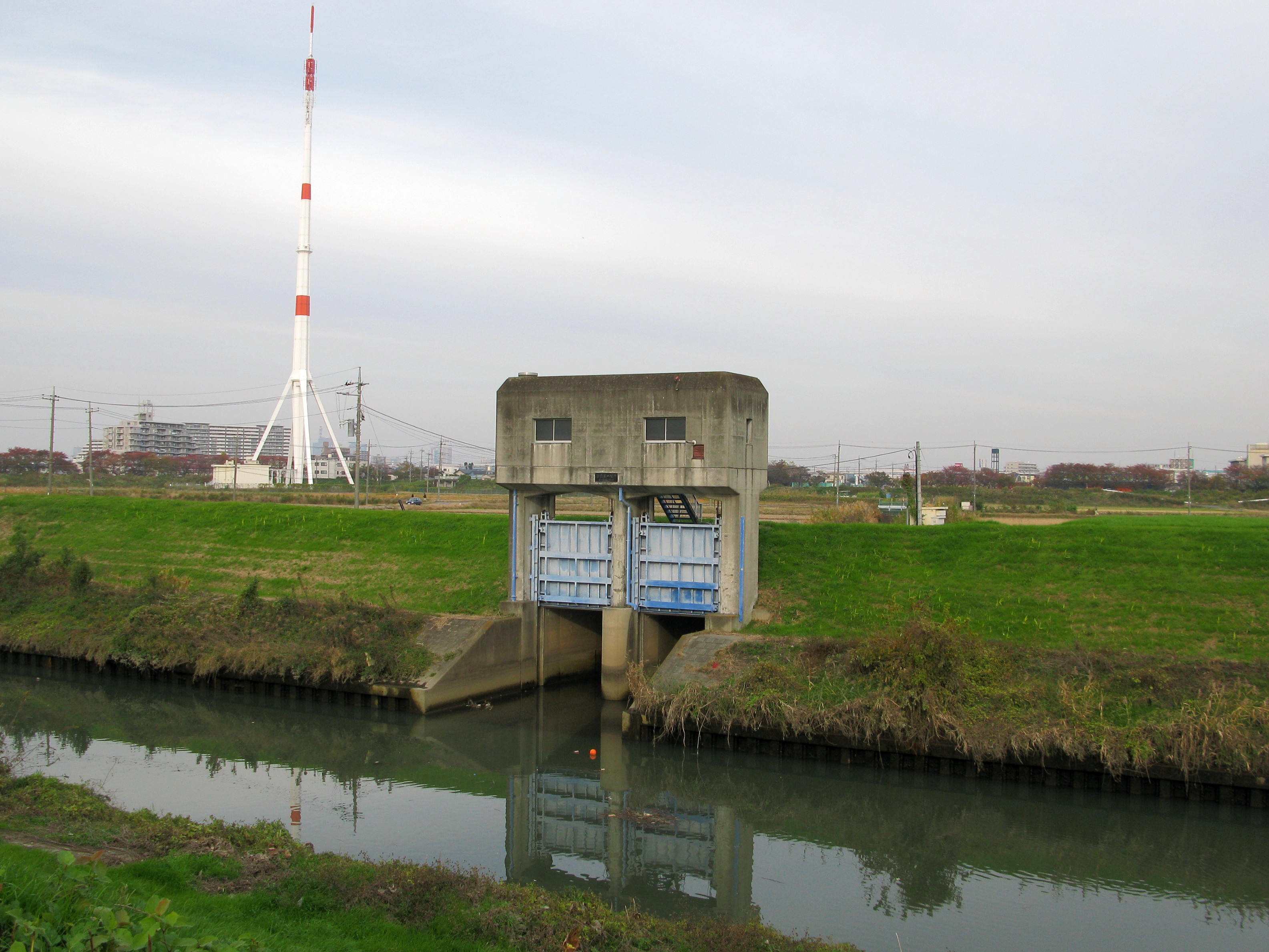
油面川と鴨川の合流点

上流から
- 弁天橋
- 土井橋
- 高ん橋
- 名称不明
- 名称不明

橋は数多くあるが、名前の付いた橋は少ない。

## 河川施設
- 油面第一樋門（鴨川の合流点）
- 油面第二樋門